# Gérard Drainville
Gérard Drainville (* 20. Mai 1930 in Île Dupas, D’Autray; † 11. Mai 2014 in Joliette) war ein kanadischer Geistlicher und Bischof von Amos.

## Leben
Gérard Drainville studierte Philosophie und Katholische Theologie am Seminar von Joliette sowie Geologie und Biologie an der Universität Montreal. Am 30. Mai 1953 empfing er die Priesterweihe. Er war anschließend Professor für Religionswissenschaft am Seminar von Joliette und ab 1957 zudem Professor für Biologie am Collège d’enseignement général et professionnel (Cégep), einer Bildungseinrichtung, in der technische und vor-universitäre Ausbildung stattfindet. Er befasste sich mit dem Saguenay-Fjord. 2004 wurde er für seine Forschungsarbeiten zur Ozeanographie mit der Ehrendoktorwürde der Université du Québec à Rimouski geehrt. 
Papst Paul VI. ernannte ihn am 19. April 1978 zum Bischof von Amos. Der Erzbischof von Québec und Bischof des Kanadischen Militärordinariates, Maurice Kardinal Roy, spendete ihm am 12. Juni desselben Jahres die Bischofsweihe; Mitkonsekratoren waren René Audet, Bischof von Joliette, und Gaston Hains, emeritierter Bischof von Amos.
Am 3. Mai 2004 nahm Johannes Paul II. seinen vorzeitigen Rücktritt aus gesundheitlichen Gründen an.